# 長野茂
長野 茂（ながの しげる、1949年 - ）は、株式会社フィットネスビジネス研究所代表取締役、ながら運動考案者。神奈川県横浜市出身。（他のホームページでは愛知県出身と表示。）1973年、早稲田大学第一文学部卒業。

## 主な代表
- 株式会社フィットネス研究所代表
- 日常ながら運動推進協会代表
- ダンベル健康体操指導協会代表
- アロマフィットネス協会代表

## 主な著書
- 『長野式・ながら運動ダイエット』（PHP研究所）
- 『元気な体いつまでも・50歳からの「ながら運動」健康法』（PHP研究所）
- 『内臓脂肪満克服運動・腹がすっきりすればすべてが変わる！』（講談社）
- 『家事ながらダイエット』（主婦の友社）
- 『男のメタボ・ダイエット』（河出書房新社）
- 『健脳体操脳を刺激するエクササイズ108!』（河出書房新社）
- 『脳が若返る健脳エクササイズ』（家の光協会）

## テレビ番組、ラジオ番組
- スーパーJチャンネル （テレビ朝日）
- ミラクルシェイプ （日本テレビ）
- おもいッきりテレビ （日本テレビ）
- はなまるマーケット （TBSテレビ）
- おしゃれ工房 （NHK教育）
- まいにちスクスク （お題は「ながら運動」）（NHK教育）
- お元気ですか日本列島 （「ハツラツ道場」のコーナー） （NHK総合）
- 生活ほっとモーニング （NHK総合）
- 生島ヒロシのおはよう一直線 （TBSラジオ）